# Irène Mainguy
Pour les articles homonymes, voir Mainguy.
Irène Mainguy (née en 1969) est une écrivaine française, auteure d'ouvrages sur la franc-maçonnerie et le symbolisme.

## Biographie
Ancienne élève de l’ENSBA de Paris et de l’INALCO, Irène Mainguy, est d’abord libraire, puis formatrice à l’ASFODELP, avant de devenir bibliothécaire-documentaliste, diplômée d’État.  Elle est pendant 21 ans, responsable de la bibliothèque du Grand Orient de France à Paris,. Elle est également présidente de la Société française d'études et de recherches sur l'écossisme (SFERE) qui organise des colloques et des séminaires de recherche. Elle participe également à des conférences sur l’histoire de la franc-maçonnerie.

## Publications
Irène Mainguy est l’auteure de plusieurs ouvrages sur la franc-maçonnerie, sur le symbolisme maçonnique,  la spiritualité, la généalogie, les mythes et légendes. Certains sont traduits en plusieurs langues, elle rédige aussi des articles pour plusieurs revues de référence.

### Ouvrages
- Enfers et Délivrance, Editions Vérone, 2023. (Roman historique).
- Symbolique des ultimes grades de vaillance et de sagesse, éd. Dervy, 2022.
- Les Initiations et l'initiation maçonnique, éd. Dervy, 2021 (réédition).
- 3 minutes pour comprendre la signification et le symbolisme des contes merveilleux, éd. Le Courrier du Livre, 2020.
- 3 minutes pour comprendre les 50 plus grands mythes et légendes initiatiques, éd. Le Courrier du Livre, 2018.
- Retrouver un ancêtre franc-maçon, éd. Archives & Culture, 2017.
- Symbolique des Grades Philosophiques, éd. Dervy, 2015
- La franc-maçonnerie clarifiée pour ses initiés, Tome 3, « Le Maître », éd. Dervy, 2013.
- La franc-maçonnerie clarifiée pour ses initiés, Tome 2, « Le Compagnon », éd. Dervy, 2012.
- La franc-maçonnerie clarifiée pour ses initiés, Tome 1, « L’Apprenti », éd. Dervy, 2011.
- La franc-maçonnerie à travers ses symboles, éd. Dervy, 2008.
- Les initiations et l'initiation maçonnique, éd. Jean-Cyrille Godefroy, Édition revue et augmentée, 2008.
- Symbolique des outils et glorification du Métier, éd. Jean-Cyrille Godefroy, 2007.
- De la symbolique des chapitres en franc-maçonnerie, REAA et RF, éd. Dervy, 2005.
- Symbolique des grades de perfection et des ordres de sagesse, REAA et RF, éd. Dervy, 2003.
- La Symbolique maçonnique du troisième millénaire, éd.Dervy, 2001, 3e édition revue et augmentée de 150 p. en 2006.
- Les initiations et l'initiation maçonnique, Synthèse documentaire, éd. Edimaf, 2000 (épuisé).

### En collaboration
- En collaboration avec Julien Behaeghel, Bruno Étienne, François Figeac, Jacques Fontaine, Construire le Temple aujourd'hui, Quelle actualité, quels outils, quel message ?, éd. Maison de Vie, 2008.
- En collaboration avec André Gedalge, Des contes de fées à l’opéra : une Voie royale, recueil d’écrits d’Amélie Gedalge, éd.Dervy, 2003.
- En collaboration avec Jean-Claude Allard, Philatélie et franc-maçonnerie, éd. Musée de la Franc-Maçonnerie, 2000.

### Contribution à des ouvrages collectifs
- Figures de Bibliothécaires, ouvrage collectif sous la direction d'Isabelle Antonutti, Presses de l'Enssib, 2020.
- Deux siècles d’Histoire du Grand Orient de France, ouvrage collectif sous la direction éditoriale d’Irène Mainguy, éd. Internationales du Patrimoine, 2016.
- Les Grands Maîtres du Grand Orient de France du XVIIIe siècle à nos jours, éd. Conform, 2016
- Image du Patrimoine Maçonnique, Paris, Édimaf, 2003, réédité sous le titre Le Grand Livre illustré du patrimoine maçonnique.
- Dictionnaire de la franc-maçonnerie, sous la direction de Daniel Ligou, Puf, 2006.
- Les Plus belles pages de la franc-maçonnerie française, en collaboration avec le collectif sur Oswald Wirth (1860-1943), éd. Dervy, 2003.
- Encyclopédie de la franc-maçonnerie, le Livre de Poche, 2000, en collaboration avec le collectif, sous la direction d'Eric Saunier